# Néa Anchíalos
Néa Anchíalos, en grec moderne : Νέα Αγχίαλος, est un village côtier et un ancien dème du district régional de Magnésie, en Thessalie, Grèce. Depuis 2010, il est fusionné au sein du dème de Vólos.
Selon le recensement de 2011, la population du dème compte 6 819 habitants tandis que celle du village s'élève à 5 132 habitants.